# Stelis dussii
Stelis dussii är en orkidéart som beskrevs av Célestin Alfred Cogniaux. Stelis dussii ingår i släktet Stelis och familjen orkidéer. Inga underarter finns listade i Catalogue of Life.